# Phillips Holmes
Phillips Holmes (* 22. Juli 1907 in Grand Rapids, Michigan, USA; † 12. August 1942 bei Armstrong, Ontario, Kanada) war ein kanadisch-US-amerikanischer Film- und Theaterschauspieler.

## Leben
Phillips Holmes wurde als Sohn des Schauspielerehepaares Taylor Holmes und Edna Phillips geboren. Er hatte noch eine Schwester und einen Bruder, Ralph Holmes, der ebenfalls Schauspieler wurde. Holmes besaß über seine Mutter auch die kanadische Staatsbürgerschaft.
Nach Statistenrollen in zwei Filmen 1918 bzw. 1925 wurde Holmes von Frank Tuttle in der Statistenmenge zu seinem Film Varsity im Jahr 1928 entdeckt. Nach einem Testlauf erhielt der ungewöhnlich gutaussehende Schauspieler eine große Nebenrolle in dem Film und einen langfristigen Vertrag bei Paramount. Nach den Dreharbeiten im New Yorker Ableger des Studios ging Holmes nach Hollywood und entwickelte sich In den Jahren des Umbruchs vom Stumm- zum Tonfilm zu einem gefragten Haupt- und Nebendarsteller. Fast immer war er neben den großen Stars jener Tage zu sehen, so etwa Jean Arthur, Clara Bow, Fay Wray, Gary Cooper oder Fredric March.
In Edmund Gouldings tragischer Romanze The Devil’s Holiday neben Nancy Carroll gelang Holmes der Durchbruch. Hier verkörperte er einen Trickbetrüger, der eine kurze Liebesbeziehung mit einem armen Mädchen, gespielt von Carroll, eingeht. Der Film war ein großer finanzieller und künstlerischer Erfolg und die beiden Schauspieler drehten in der Folgezeit noch einige Filme gemeinsam. Paramount betonte Holmes' Status als eleganter, aseptisch schöner Liebhaber und seine Rollen wurden zunehmend anspruchsvoller. Howard Hawks etwa besetzte ihn 1930 in seinem Gefängnisdrama The Criminal Code als labilen Strafgefangenen, der in einen Gewissenskonflikt zwischen dem Gefangenenkodex des Stillschweigens und seiner moralischen Integrität gerät. 1931 spielte Holmes neben Sylvia Sidney in der bekannten Verfilmung von Theodore Dreisers sozialkritischem Roman An American Tragedy. Ursprünglich sollte Sergei Eisenstein die Regie übernehmen, doch das Konzept erschien den Produzenten als zu radikal und letztlich wurde der Film von Josef von Sternberg realisiert. Holmes war als amoralischer junger Mann zu sehen, der der Armut zu entkommen versucht und seine schwangere Geliebte ertrinken lässt, um ein reiches Mädchen heiraten zu können. Der Film wurde ein Kassenschlager. Seinem übernächsten Film, Der Mann, den sein Gewissen trieb, in dem Holmes zum letzten Mal neben Nancy Carroll agierte, war kein finanzieller Erfolg beschieden. Regisseur Ernst Lubitsch drehte aufgrund dieses Flops anschließend nur noch Komödien.
1933 wechselte Phillips Holmes zu Metro-Goldwyn-Mayer (MGM). Bereits im Vorjahr absolvierte er dort neben John Barrymore die Hauptrolle in Night Court. Er wurde nun jedoch vorrangig in Nebenrollen eingesetzt, viele der Produktionen waren Misserfolge an den Kinokassen. Eine A-Produktion, in der Holmes neben Jean Harlow und Marie Dressler zu sehen war, ist Dinner um acht von George Cukor. Neben The Secret of Madame Blanche, in dem er den Sohn von Irene Dunne spielte, Storm at Daybreak an der Seite von Kay Francis und Penthouse mit dem neuen Topstar Myrna Loy muss vor allem Men Must Fight von Edgar Selwyn hervorgehoben werden, in dem ein Zweiter Weltkrieg für das Jahr 1940 prognostiziert wird. Grund für den schnellen Abschied von MGM nach nur einem Jahr und acht Filmen dürfte vor allem ein Autounfall gewesen sein, den Holmes in alkoholisiertem Zustand verursachte. Dabei wurde seine Beifahrerin, die Schauspielerin Mae Clarke, schwer im Gesicht verletzt.
Künftig war Holmes dennoch ausschließlich in Hauptrollen zu sehen, allerdings arbeitete er ohne langfristigen Vertrag bei verschiedenen Studios. Zwischen 1935 und 1938 war er auch in vier englischen Produktionen zu sehen. Nach Filmen wie dem Krimi Million Dollar Ransom und dem Musical Maddalena mit Marta Eggerth beendete Phillips Holmes mit der Komödie Housemaster seine Karriere vor der Kamera. Er verlegte seine Tätigkeit für etwa ein Jahr auf die Theaterbühne, mit dem expandierenden Krieg in der Welt beendete er aber auch das.
Es gibt Mutmaßungen darüber, dass Holmes homosexuell war. Homosexualität wurde von Studioverantwortlichen nicht nur aus vorgeblich moralischen Gründen höchst ungern gesehen, sondern auch aus Imagegründen bei einem Frauenschwarm wie Holmes verheimlicht. Er führte zwar um 1938 eine Beziehung mit der Gelegenheitsschauspielerin Libby Holman, die Millionärserbin unterhielt jedoch zahlreiche platonische Beziehungen zu Homosexuellen, darunter Clifton Webb und Montgomery Clift. 1939 heiratete Holman überraschend Phillips’ Bruder, Ralph Holmes, der sich entweder aus Versehen oder aus Verzweiflung über seine Sexualität 1945 aus einem Fenster stürzte.
Phillips Holmes meldete sich Ende 1941 bei der Royal Canadian Air Force und absolvierte Schulungskurse. Er starb am 12. August 1942. Auf dem Weg zu einem neuen Einsatzort kollidierte das Transportflugzeug, in dem er und mindestens sechs Kameraden saßen, mit einem anderen Flieger über Ontario. Niemand überlebte das Unglück.
Ein Stern auf dem Hollywood Walk of Fame erinnert an Phillips Holmes.

## Filmografie
- 1918: Uneasy Money
- 1925: Her Market Value
- 1928: Varsity
- 1928: His Private Life
- 1929: The Wild Party
- 1929: The Studio Murder Mystery
- 1929: Stairs of Sand
- 1929: Illusion
- 1929: The Return of Sherlock Holmes
- 1929: Pointed Heels
- 1930: Only the Brave
- 1930: Paramount-Parade (Paramount on Parade)
- 1930: The Devil’s Holiday
- 1930: Grumpy
- 1930: Ein Mann für sie (Her Man)
- 1930: The Dancers
- 1930: Man to Man
- 1930: Das Strafgesetzbuch (The Criminal Code)
- 1931: Die Flucht vor dem Kerker (Stolen Heaven)
- 1931: Confessions of a Co-Ed
- 1931: Eine amerikanische Tragödie (An American Tragedy)
- 1932: Two Kinds of Women
- 1932: Der Mann, den sein Gewissen trieb (Broken Lullaby)
- 1932: Night Court
- 1932: Make Me a Star
- 1932: 70,000 Witnesses
- 1933: The Secret of Madame Blanche
- 1933: Men Must Fight
- 1933: Ein Mann geht seinen Weg (Looking Forward)
- 1933: Storm at Daybreak
- 1933: The Big Brain
- 1933: Dinner um acht (Dinner at Eight)
- 1933: Herz zu verschenken (Beauty for Sale)
- 1933: Penthouse
- 1933: Stage Mother
- 1934: Nana
- 1934: Caravan
- 1934: Private Scandal
- 1934: Million Dollar Ransom
- 1934: No Ransom
- 1934: Des Sträflings Lösegeld (Great Expectations)
- 1935: Ten Minute Alibi
- 1935: Maddalena (The Divine Spark)
- 1936: Chatterbox
- 1936: The House of a Thousand Candles
- 1936: General Spanky
- 1937: The Dominant Sex
- 1938: Housemaster